# 멜버른 박물관

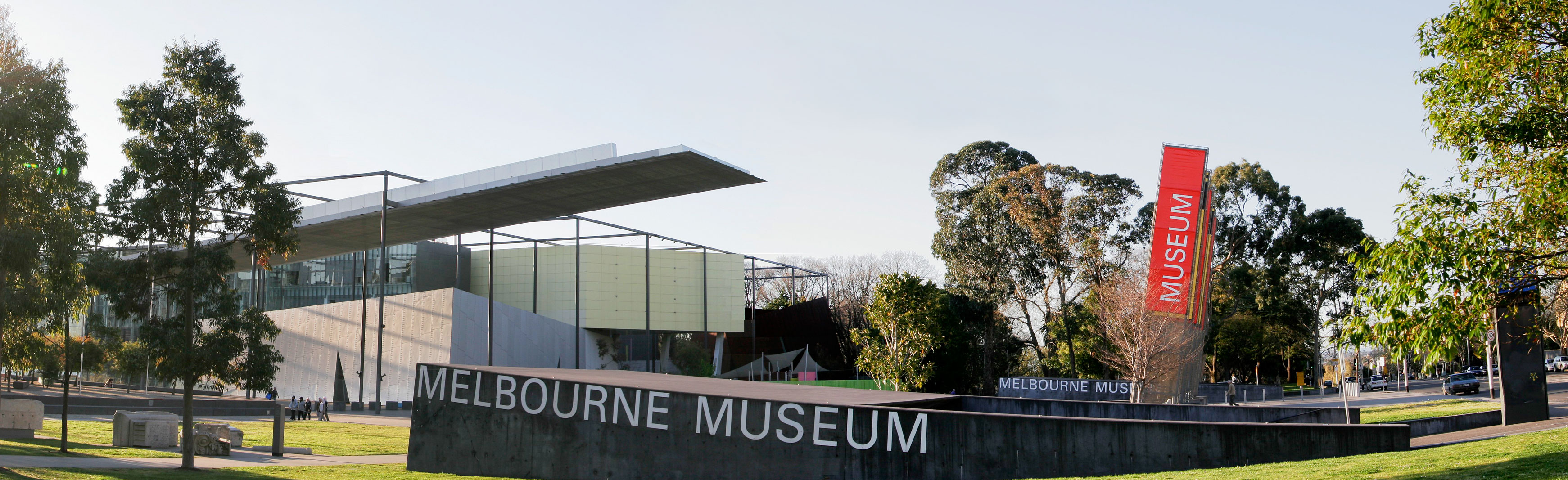
멜버른 박물관

멜버른 박물관(Melbourne Museum)은 오스트레일리아 멜버른 칼턴 정원에 위치한 박물관이다.